# Titoni

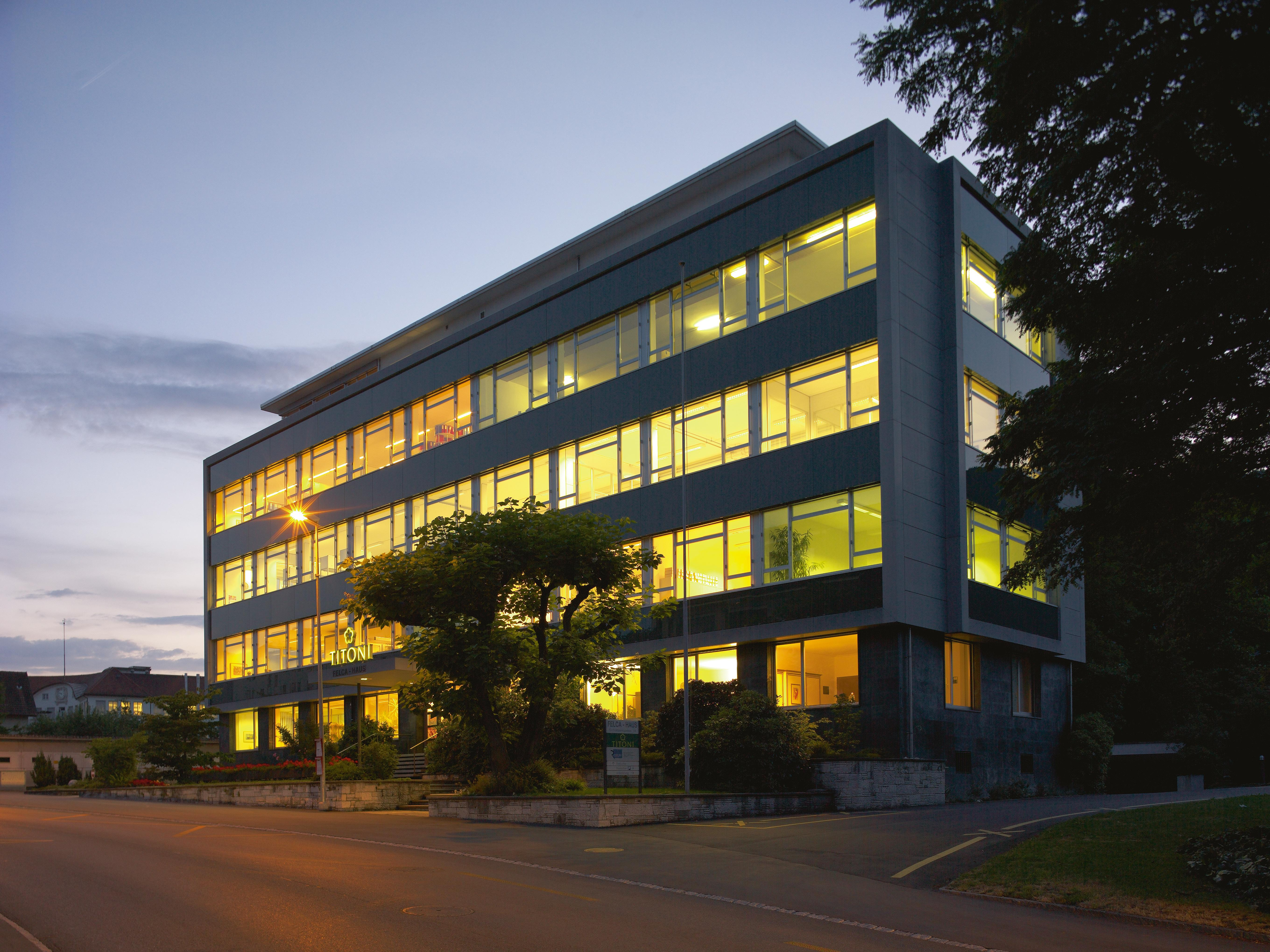
Firmensitz der Titoni AG in Grenchen in der Schweiz

Titoni AG ist ein Schweizer Uhrenhersteller in Grenchen. Es befindet sich in der vierten Generation in Familienbesitz und beschäftigt etwa 60 Mitarbeiter.
Die Titoni stellt Uhren des mittleren Preissegments mit Verkaufspreisen zwischen 500 und 2'000 Schweizer Franken her. Die Uhren besitzen fast ausschliesslich mechanische Werke, die in Handarbeit zusammengesetzt werden. Das Unternehmen vertreibt ihre Uhren international, v. a. in Asien, beispielsweise seit mehr als fünfzig Jahren in China.

## Geschichte
Die Firma Titoni wurde im Jahre 1919 von Fritz Schluep unter dem Namen Felco (später Felca) in Grenchen gegründet. In einem kleinen Atelier am Jura Süd-Fusse wurden die mechanischen Uhren in Handarbeit zusammengesetzt und zunehmend auch im Ausland abgesetzt. Schnell konnte Schluep neue Partnerschaften schliessen und so Uhren nach Amerika, Deutschland und Japan exportieren. Das Design der ersten Uhren war dabei stark von den Trends der damaligen Zeit beeinflusst, wie z. B. der Art-déco-Stilrichtung, die durch Paris geprägt war.
Eine besondere Beziehung konnte mit dem mittleren Osten und Indien aufgebaut werden, wo diverse Sondereditionen lanciert wurden. So wurde z. B. 1955 das Model «Maharajah» oder 1957 der «Desert Router», der dem Overland-Desert-Mail-Service gewidmet wurde, eingeführt.
Seit 1950 wurden ebenfalls die Beziehungen mit China intensiviert. Dabei wurde auch der Name Titoni sowie das Blumen-Symbol eingeführt. Das Symbol hat insbesondere für China eine grosse Bedeutung, da es die Pflaumen-Blüte (Chinesisch: meihua) repräsentiert und eine starke Verankerung in der Chinesischen Kultur hat.
Titoni hat sich seit jeher auf die Herstellung von mechanischen Uhren fokussiert und ist diesen auch während der Quarzkrise der 1970er Jahre treu geblieben. Das Design der Uhren wurde dabei über die Jahre hinweg vermehrt auf China ausgerichtet, das zum Hauptabsatzmarkt von Titoni heranwuchs.
Dank der frühen Präsenz im Chinesischen Markt, geniesst Titoni auch heute noch eine sehr hohe Bekanntheit in den Fern-Östlichen Ländern, sieht sich seit der Öffnung Chinas durch den WTO Beitritt 2001 allerdings vermehrt internationaler Konkurrenz ausgesetzt. In der westlichen Hemisphäre ist die Marke lediglich in Sammler-Kreisen bekannt.
In den letzten Jahren hat Titoni unter dem Namen T10 ein eigenes Manufakturwerk entwickelt und in der zum 100-jährigen Bestehen der Firma eingeführte Linie1919 auf den Markt gebracht. Auch wenn weiterhin Werke von etablierten Zulieferer wie ETA und Sellita verbaut werden, kann sich Titoni zu den wenigen Uhrenmarken zählen, die ein eigenes Uhrwerk entwickelt und erfolgreich auf den Markt gebracht haben.

## Familienfirma
Seit der Gründung durch Fritz Schluep im Jahre 1919, ist die Titoni AG eine Familienfirma. Der Besitz sowie die Führung der Uhrenmarke wurden nie aus der Hand gegeben und über Generation weitergeführt. So trat 1938 der Sohn von Fritz Schluep (Bruno Schluep) nach seiner Ausbildung zum Uhrmacher am Technikum in Le Locle in den familiären Betrieb ein. Nach dem Tod von Fritz Schluep 1959 führt Bruno Schluep das Unternehmen weiter und baute die Position der Firma auf dem Weltmarkt weiter aus. Seit 1981 führt Daniel Schluep (Sohn von Bruno Schluep) das Unternehmen in der 3. Generation. In verschiedenen Interviews spricht Daniel Schluep seit einiger Zeit von der 4. Generation und deren Motivation, das Familienerbe auch in Zukunft weiterführen zu wollen.